# Wolodymyr Djudja
Wolodymyr Djudja, auch Volodymyr Diudia oder Volodymyr Dyudya, (ukrainisch Володимир Дюдя; * 6. Januar 1983 in Bila Zerkwa) ist ein ehemaliger ukrainischer Radrennfahrer.
Wolodymyr Djudja ist ein ausgezeichneter Bahnfahrer. In der U23-Kategorie wurde er insgesamt sieben Mal Europameister in der Einer- und Mannschaftsverfolgung. 2004 nahm er an den Olympischen Spielen 2004 in Athen teil und wurde Siebter der Einerverfolgung und Sechster mit der Mannschaft (u. a. Serhij Matwjejew).
Ab Spätsommer 2005 fuhr Djudja als Stagiaire beim italienischen ProTeam Domina Vacanze und bekam einen Profivertrag für das Nachfolge-Team Milram. 2006 nahm er an den Bahnweltmeisterschaften in Bordeaux teil. Er belegte in der Einerverfolgung den sechsten Platz und errang mit der Mannschaft die Bronzemedaille in der Verfolgung. 2007 errang er beim ersten Lauf des Bahnrad-Weltcups 2007/08 in Sydney gewann er die Goldmedaille und belegte schließlich in der Saison-Gesamtwertung Rang eins.
2008 startete Djudja bei der Vuelta a España, gab aber während der siebten Etappe auf.
Ab 2011 fuhr Djudja für verschiedene chinesische Teams und bestritt Straßenrennen.

## Erfolge – Bahn
2000
- Junioren-Weltmeister – Einerverfolgung

2001
- Junioren-Weltmeisterschaft – Einerverfolgung

2002
- Europameister – Einerverfolgung (U23)
- Europameister – Mannschaftsverfolgung (U23)

2003
- Bahnrad-Weltcup in Kapstadt – Mannschaftsverfolgung
- Europameister – Einerverfolgung (U23)
- Europameister – Mannschaftsverfolgung (U23)

2004
- Europameister – Einerverfolgung (U23)
- Europameister – Mannschaftsverfolgung (U23)

2005
- Bahnrad-Weltcup in Moskau – Einerverfolgung, Mannschaftsverfolgung
- Europameister – Einerverfolgung (U23)
- Europameisterschaft – Mannschaftsverfolgung (U23)

2006
- Weltmeisterschaft – Mannschaftsverfolgung (mit Roman Kononenko, Ljubomyr Polatajko und Maxym Polischtschuk)

2007
- Bahnrad-Weltcup in Sydney – Einerverfolgung

## Erfolge – Straße
2005
- Memorial Davide Fardelli

2007
- Ukrainischer Meister – Einzelzeitfahren

## Teams
- 2006 Team Milram
- 2007 Team Milram
- 2008 Team Milram
- 2009 ISD (bis 31. August)
- 2014 Gan Su Sports Lottery Cycling Team (ab 27. Juni)
- 2015 China Cooperation Development Cycling Team (bis 25. Juni)
- 2015 China Continental Team of Gansu Bank (ab 1. Juli)
- 2016 Team Lvshan Landscape